# 8-as busz (Eger)
Az egri 8-as jelzésű autóbusz Lajosváros és Felnémet, Béke út között közlekedett. A viszonylatot a Volánbusz üzemeltette.

## Története
Eredetileg a Tihamér vasútállomás (ma: Tihaméri malom) és a Berva között közlekedett, míg párja a 8A járt Felnémetre. 2006-tól a 8-as módosított útvonalon, Felnémet és az Ipari Park között közlekedett. 2012-ben megszüntették a 8A járatot, 2015-től a 8-as pedig hosszabb útvonalon, Felnémet és Lajosváros között közlekedett az Ipari park érintésével.[forrás?]
2022. január 1-jén a város buszhálózata jelentősen átalakult, ennek keretében a 8-as és a 10-es járatot 4-es szám alatt összevonták.

## Útvonala
| Felnémet, Béke út felé | Lajosváros felé |
| --- | --- |
| Lajosváros vá. – Mátyás király út – Kőlyuk út – Bánki Donát utca – Ipari Park mh. – Bánki Donát utca – Kőlyuk út – Kistályai út – Agroker mh. – Kistályai út – Kertész utca – Maklári út – Almagyar utca – Kossuth Lajos utca – Eszterházy tér – Törvényház utca – Barkóczy utca – Csiky Sándor utca – Széchenyi István utca – Ráckapu tér – II. Rákóczi Ferenc utca – Egri utca – Kovács Jakab utca – Felvégi utca – Pásztorvölgy utca – Béke utca – Felnémet, Béke út vá. | Felnémet, Béke út vá. – Pásztorvölgy utca – Felvégi utca – Kovács Jakab utca – Egri utca – II. Rákóczi Ferenc utca – Ráckapu tér – Széchenyi István utca – Csiky Sándor utca – Barkóczy utca – Törvényház utca – Eszterházy tér – Kossuth Lajos utca – Egészségház utca – Klapka György utca – Kertész utca – Kistályai út – Agroker mh. – Kistályai út – Kőlyuk út – Bánki Donát utca – Ipari Park mh. – Bánki Donát utca – Kőlyuk út – Mátyás király út – Lajosváros vá. |

## Megállóhelyei
| 0  | Lajosváros végállomás        | 37 | 6, 10, 11, 12, 13, 14, 14A                                                                |
| 3  | Ipari park                   | 34 | 12Y                                                                                       |
| 5  | Agroker                      | 32 | 5 Helyközi buszok Távolsági járatok                                                       |
| 6  | Erzsébet-völgy               | 30 | 5 Helyközi buszok Távolsági járatok                                                       |
| 7  | Losonczy-völgy               | 29 | 5 Helyközi buszok                                                                         |
| 8  | Schön KAEV Kft.              | 28 | 5 Helyközi buszok                                                                         |
| 10 | ZF Hungaria Kft.             | 27 | 5 Helyközi buszok Távolsági járatok                                                       |
| 11 | Tihaméri malom               | 26 | 2, 2A, 5, 5A, 6 Helyközi buszok                                                           |
| 12 | Homok utca                   | 25 | 2, 2A, 5, 5A, 5i, 6 Helyközi buszok Távolsági járatok                                     |
| 14 | Hadnagy út                   | 24 | 2, 2A, 5, 5A, 5i, 6 Helyközi buszok Távolsági járatok                                     |
| 16 | Szarvas tér                  | ∫  | 5, 5A Helyközi buszok                                                                     |
| ∫  | Uszoda                       | 22 | 5, 5A, 5i Helyközi buszok Távolsági járatok                                               |
| ∫  | Egészségház út               | 21 | 5, 5A, 5i                                                                                 |
| 18 | Egyetem                      | 19 | 5, 5A, 5i Helyközi buszok Távolsági járatok                                               |
| ∫  | Bazilika                     | 18 | 2, 2A, 5, 5A, 5i, 7, 10, 11, 12, 12Y, 14, 14A, 17                                         |
| 20 | Autóbusz-állomás             | 17 | 2, 2A, 2i, 5, 5A, 5i, 7, 11, 11i, 12, 12i, 12Y, 14, 14A Helyközi buszok Távolsági járatok |
| 22 | Dobó Gimnázium               | 15 | 2, 2A, 2i, 5, 5A, 7, 11, 12, 12Y, 14, 14A                                                 |
| 24 | Tűzoltó tér                  | 13 | 2, 2A, 2i, 5, 5A, 7, 11, 12, 12Y, 14, 14A                                                 |
| 25 | Ráckapu tér                  | ∫  | 11, 14, 14A                                                                               |
| 26 | Garzon ház                   | 11 | 10, 11, 13, 14, 14A, 17 Helyközi buszok                                                   |
| 28 | Kővágó tér                   | 10 | 10, 11, 13, 14, 14A, 17 Helyközi buszok Távolsági járatok                                 |
| 29 | Shell kút                    | 9  | 10, 11, 11i, 12, 12Y, 13, 14, 14A, 17 Helyközi buszok                                     |
| 31 | Nagylapos                    | 7  | 10, 11, 14, 14A Helyközi buszok Távolsági járatok                                         |
| 32 | Egri út                      | 6  | 10, 11, 14, 14A                                                                           |
| 33 | Felnémet, autóbusz-váróterem | 5  | 10, 11, 14, 14A Helyközi buszok Távolsági járatok                                         |
| 34 | Alvégi utca                  | 4  | 11, 14                                                                                    |
| 35 | Kovács Jakab út              | 3  | 11, 14                                                                                    |
| 36 | Felvégi út                   | 2  | 11, 14                                                                                    |
| 37 | Pásztorvölgyi lakótelep      | 1  | 11, 14                                                                                    |
| 38 | Felnémet, Béke út végállomás | 0  | 11, 14                                                                                    |